# بيتر مورير
بيتر مورير (بالإنجليزية: Peter Maurer)‏ (و. 1956  م) هو دبلوماسي، وسياسي سويسري، ولد في ثون، هو عضوٌ في الحزب الاشتراكي الديمقراطي السويسري.

## التعليم
تعلم في جامعة برن.

## روابط خارجية
- بيتر مورير على موقع مونزينجر (الألمانية)